# Cimetière arménien (Rostov-sur-le-Don)
Le cimetière arménien de Rostov-sur-le-Don (officiellement le cimetière du quartier Proletarsk) est un cimetière municipal de l’ancienne ville de Nakhitchevan-sur-le-Don.

## Histoire

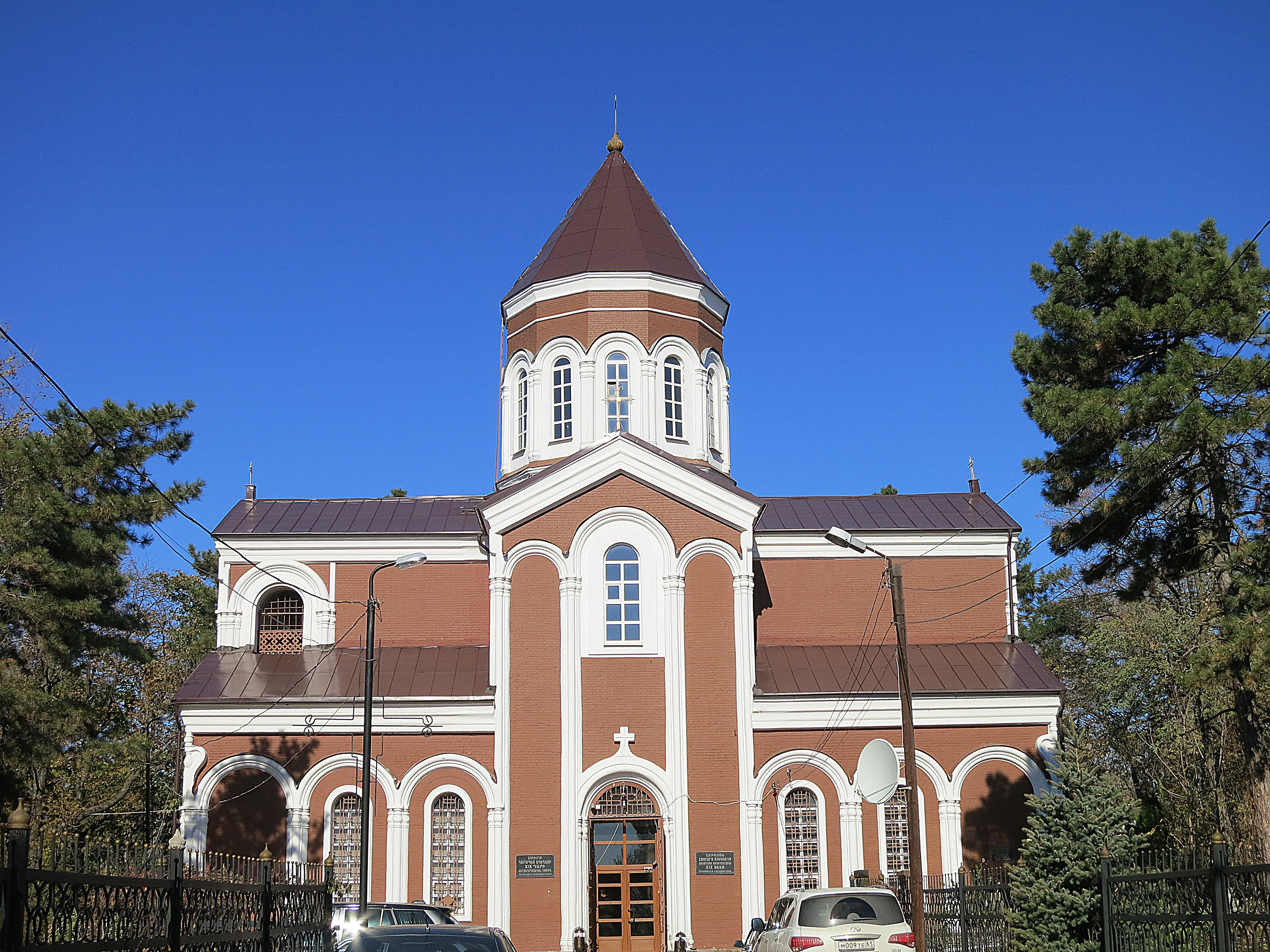
L’église Saint-Jean-le-Précurseur du cimetière.

Le cimetière existe depuis 1749 sous le nom de cimetière arménien, c’est sous cette appellation historique qu’il est le plus connu. Il s’étend sur 14 hectares autour de l’église Saint-Jean-le-Précurseur érigée en 1875-1881.
Un certain nombre de monuments funéraires sont l’œuvre de Sylvestre Antonio Tonitto, sculpteur italien de Rostov-sur-le-Don. 
Aux côtés des tombes individuelles se trouvent également des tombes collectives de soldats tombés lors de la Seconde Guerre mondiale.
Longtemps délaissé le cimetière est en mauvais état mais des travaux de restauration sont en cours.
Le cimetière est, depuis 1998, de nouveau en activité est des inhumations s’y déroulent.